# Swietłana Sacharowa
Swietłana Sacharowa (ros. Светлана Сахарова) – radziecka biegaczka narciarska, dwukrotna medalistka mistrzostw świata juniorów. W 1983 roku wystąpiła na mistrzostwach świata juniorów w Kuopio, gdzie zwyciężyła w biegu na 5 km techniką klasyczną, wyprzedzając Norweżkę Hilde Pedersen i swą rodaczkę - Anfisę Romanową. Na tych samych mistrzostwach zajęła też trzecie miejsce w sztafecie. W zawodach Pucharu Świata jedyne punkty zdobyła 14 grudnia 1984 roku w Val di Sole, gdzie zajęła 14. miejsce w biegu na 5 km. W klasyfikacji generalnej sezonu 1984/1985 zajęła ostatecznie 46. miejsce. Nigdy nie wystąpiła na mistrzostwach świata i igrzyskach olimpijskich.

## Osiągnięcia

### Mistrzostwa świata juniorów
| Miejsce | Dzień    | Rok  | Miejscowość | Konkurs                | Wynik   | Strata | Zwyciężczyni |
| ------- | -------- | ---- | ----------- | ---------------------- | ------- | ------ | ------------ |
| 1.      | 11 marca | 1983 | Kuopio      | 5 km stylem klasycznym | 14:29,5 | -      | -            |
| 2.      | ? marca  | 1983 | Kuopio      | Sztafeta 3x10 km       | 44:49,0 | +25,7  | Finlandia    |

### Puchar Świata

#### Miejsca w klasyfikacji generalnej
- sezon 1984/1985: 46.

#### Miejsca na podium
Sacharowa nigdy nie stała na podium zawodów PŚ.